# Хабибула Калакани
Хабибула Калакани е крал на Афганистан от януари до октомври 1929 г., след като отстранява Инаятула Кан.
Калакани е екзекутиран девет месеца по-късно от Мохамед Надир Шах, но не е погребан до 2016 г. Калилула Калили, поет, описва крал Хабибула Калакани като муджахидин, "войн на Бога".

## Ранни години
Амир Хабибула е роден през 1891 г. в село Калакан, северно от Кабул. Етнически таджик, баща му е Аминула.
По време на юношеството си, Калакани се измъква от селото си и пътува до град Кабул. На юг той среща стар суфи, който казва на младия Хабибула, че един ден ще стане крал. По-късно той се завръща в Кабул и се присъединява към армията на крал Аманула Кан.

## Въстание
Докато афганистанската национална армия е в битка с разбойнически пущунски племена в Лагман и Нангархар на юг, Калакани и неговите сподвижници започват нападение над Кабул от север. Диви племена от Вазиристан обграждат южните райони на Кабул, а войските на Калакани се движат към центъра на Кабул от север.
По средата на нощта на 14 януари 1929 г., Аманула Кан предава своето кралство на брат си Инаятула Кан и бяга от Кабул на юг към Кандахар, страхувайки се от гнева на хората. Два дни по-късно, на 16 януари 1929 г., Калакани написва писмо с ултиматум до крал Инаятула, да се предаде или да се подготви за война. Той му отговаря, като обяснява, че никога не е искал да става крал и е съгласен да се откаже от престола.

## Смърт
След девет месеца на власт, Мохамед Надир Шах се възкачва на трона, а Хабибула Калакани е обесен с хората си, заради неговата борба.
Неговите останки са погребани на хълм под мавзолей в неразкрито място за 87 години, докато не са намерени през 2016 г. от някои таджики и учени, които искат той да бъде препогребан на по-добро място. Това предизвиква дни на политическо напрежение в Кабул - персийци и религиозни учени, които смятат, че Калакани е благочестив мюсюлманин, искат да бъде погребан в хълма Шахра и искат от президента Ашраф Гани да планира държавно погребение. Противниците на Калакани, главно пущуни и секуларисти, са против този план, включително и вицепрезидента Абдул Рашид Достум, който твърди, че не може да бъде погребан на хълм, който е важен за узбекското наследство. Калакани в крайна сметка е погребан на хълма на 2 септември, но това води до четирима ранени и един смъртен случай в сблъсъците между поддръжниците му и войници.